# Kukielnik zielony
Kukielnik zielony (Carpococcyx viridis) – gatunek dużego ptaka z rodziny kukułkowatych (Cuculidae), podrodziny kukali. Występuje endemicznie na południowo-zachodniej Sumatrze. Słabo poznany.

## Taksonomia
Po raz pierwszy gatunek opisał Tommaso Salvadori w 1879; odkryty został rok wcześniej. Salvadori przydzielił mu nazwę gatunkową Carpococcyx viridis, akceptowaną obecnie przez IOC. Holotyp pochodził z góry Singgalang. Od 1923 zwykle traktowano ten takson jako podgatunek kukielnika jarzębatego (C. radiceus), jednak wykazuje wobec niego widoczne różnice w upierzeniu (u ptaków w dowolnym wieku), a także jest wyraźnie mniejszy (o około 20%). Ponownie rozpoznany jako osobny gatunek w 1995. Gatunek monotypowy.

## Morfologia
Długość ciała około 55 cm; z tego 38,3–24,8 mm przypada na dziób, zaś 239–285 mm na ogon. Skrzydło u dorosłego (zbadano 4 osobniki) mierzy 181–225 mm, a skok 64,8–69,6 mm. Dla osobników młodocianych wymiary prezentują się następująco (dla dwóch osobników): skrzydło 191/194 mm, dziób 31,6/39,5 mm, ogon 210/250 mm, skok 26,5/28,9 mm.
Ogólnie duży ptak z zaokrąglonymi skrzydłami i ogonem; nogi wraz z dziobem długie i mocne. U dorosłego osobnika czarna barwa czoła przechodzi na wierzchu głowy w zielonoczarną, następnie – z tyłu głowy, na karku i na szyi – w zieloną (jest to zieleń butelkowa). Górna część grzbietu przybiera kolor matowozielony. Niższa część grzbietu i kuper kasztanowe, pokryte szarobrązowymi paskami. Wokół oka można dostrzec nagą skórę, z przodu i u góry zieloną, z tyłu jasnoliliową, zaś od strony policzka jasne indygo. Lotki I rzędu czarne o zielonym połysku, zależnie od kąta patrzenia także z kobaltową opalizacją. Lotki II rzędu i pokrywy skrzydłowe czarne z opalizacją o barwie ciemnej zieleni. Od brody do obszaru pod okiem ciągnie się matowoczarny obszar. Gardło i górna część piersi jasnoszare, matowe. Pozostała część spodu ciała płowocynamonowa na bokach ciała, rdzawa i szarobrązowo prążkowana na piersi; boki i brzuch pokrywają paski jasnobrązowe. Ogon stopniowany; sterówki połyskliwe, oleistozielone; zależnie od kąta patrzenia również szaroczarne. Tęczówka krwistoczerwona do brązowoczerwonej, dziób jasnozielony (niebieski u nasady), stopy szarawe po szarozielone.

## Zasięg występowania
Endemit Sumatry. Występuje w jej południowo-zachodniej części na stokach gór Barisan. Środowiskiem życia kukielnika zielonego są pagórki pokryte lasami. Stwierdzany na wysokości 300–1400 m n.p.m. Z 1997 pochodzi doniesienie o obserwacji w dziewiczym lesie wiecznie zielonym z obecnością pandanów, rotangów i innych arekowców oraz paproci. We wszystkich znanych miejscach występowania podszyt zdaje się być gęsty.

## Zachowanie
C. viridis prowadzi naziemny tryb życia. Odzywa się ostrym, wrzaskliwym waa-aaaa, waa-aa-aa. Pożywienie stanowią owady. Jeden schwytany osobnik, żyjący półdziko, jadł także gady i małe ssaki. Osobnika młodego obserwowano we wrześniu, poza tym brak danych dotyczących lęgów.

## Status i zagrożenia
IUCN uznaje kukielnika zielonego za gatunek krytycznie zagrożony (CR, Critically Endangered) nieprzerwanie od 2000 roku, kiedy to po raz pierwszy został sklasyfikowany w obecnym, monotypowym ujęciu systematycznym. Całkowita populacja szacowana na 70–400 osobników. Trend liczebności oceniany przez BirdLife International jako spadkowy.
Zagrożeniem dla gatunku jest wycinka lasów. Około 66,(6)–80% lasów nizinnych oraz przynajmniej jedna trzecia lasów górskich na Sumatrze została już wycięta. W siedlisku typowym (Gunung Singgalang) las został całkowicie wycięty do wysokości 1800–1900 m n.p.m. już w 1917. Ze względu na naziemny tryb życia istnieje ryzyko złapania się ptaka we wnyki; z 2007 pochodzi informacja o przedstawicielu C. viridis złapanym niemal na pewno we wnyki zastawione na kury bankiwa (Gallus gallus).
Od 1916 do 1997 ptaka nie zaobserwowano. W 1997 odnaleziono żywego osobnika w pułapce na ssaki zastawionej w Parku Narodowym Bukit Barisan Selata. Gatunek występuje w 7 obszarach uznanych za ostoje ptaków IBA.